# Awakino River (Wairoa River)
Der Awakino River ist ein Fluss in der Region Northland auf der Nordinsel Neuseelands. Seine Quellbäche entspringen am südöstlichen Ende der Tutamoe Range. Von dort fließt der Fluss mit Windungen in grob südsüdöstlicher Richtung bis zur Mündung in den Wairoa River bei Dargaville, der letztlich in die Tasmansee entwässert. Kurz vor seiner Mündung wird der Awakino River vom New Zealand State Highway 14 überquert. Weitere Flüsse in Neuseeland tragen den gleichen Namen, wie etwa der Awakino River in der Region Waikato.